# Rostroter Wimperfarn
Der Rostrote Wimperfarn (Woodsia ilvensis), auch Südlicher Wimperfarn genannt, ist eine Pflanzenart aus der Gattung der Wimperfarne (Woodsia) innerhalb der Familie der Wimperfarngewächse (Woodsiaceae).

## Beschreibung

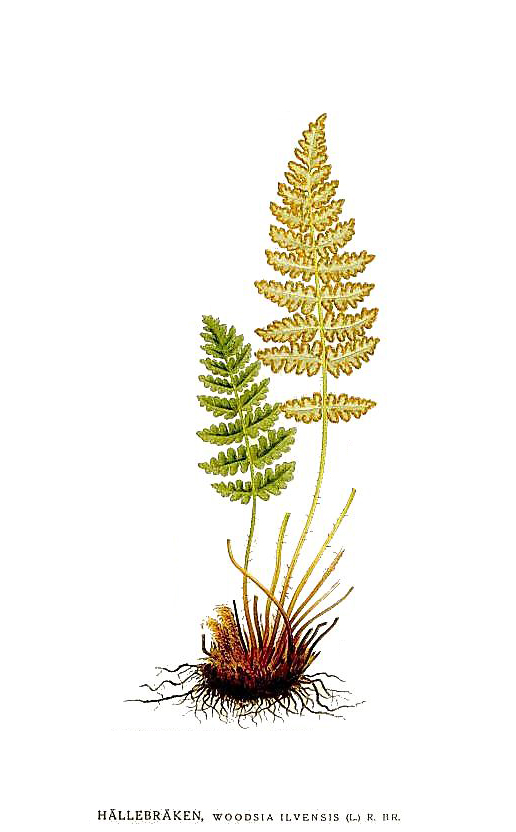
Illustration

Herbarbeleg

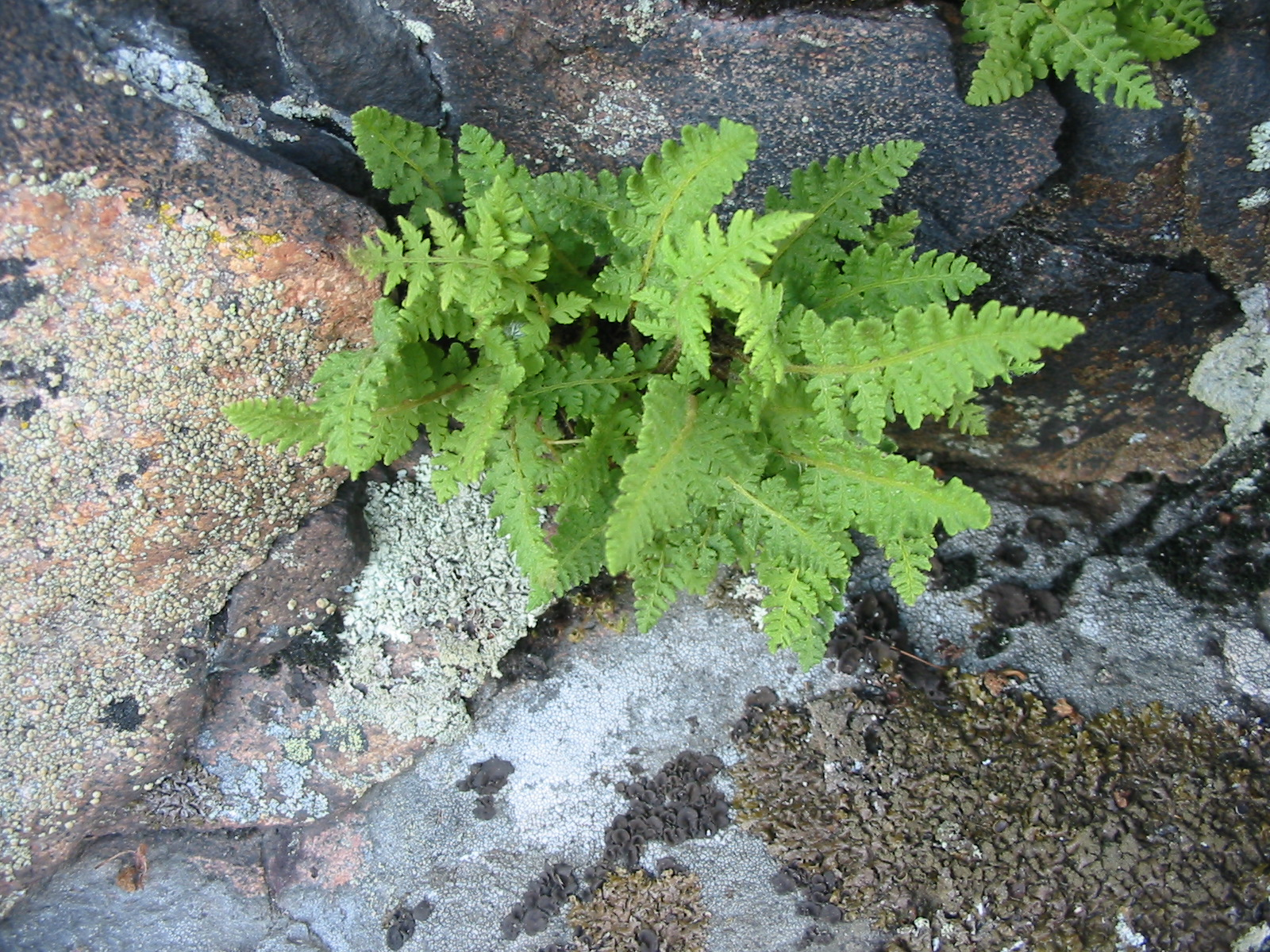
Rostroter Wimperfarn (Woodsia ilvensis) in Finnland

Der Rostrote Wimperfarn ist eine ausdauernde krautige Pflanze, die Wuchshöhen von 10–20 Zentimetern erreicht. Er besitzt einen vielköpfiges, kurzes Rhizom, das dicht mit den Überresten der Wedelstiele besetzt ist. Der 1,5 bis 11 Zentimeter lange Wedelstiel ist im unteren Teil schwarz sowie dicht mit lanzettlichen Spreuschuppen besetzt, im oberen Teil ist er glänzend rotbraun und seine Spreuschuppen sind pfriemenförmig. Der Wedelstiel besitzt in der Mitte eine leicht knotige Verdickung, die Abbruchstelle der Wedel. Der Wedelstiel ist kürzer oder höchstens so lang wir die Wedelspreite. Die Wedelspreite ist grün, grau-grün oder bräunlich-grün, im Umriss länglich-lanzettlich und gefiedert und mit zahlreichen gebogenen Haaren besetzt. Die Spreite besitzt auf jeder Seite 7 bis 20 Fiedern; sie sind kurz gestielt, meist alle 1,5- bis 2-mal so lang wie breit und selbst wieder fiederschnittig. Die Spreite ist unterseits wie auch auf den Fiedern dicht mit bleichen Spreuschuppen und Haaren besetzt. Die Fiederabschnitte sind eiförmig, abgerundet und leicht kerbig gesägt.
Die Sori sind meist dem Rand genähert und schließlich zusammenfließend. Ihre Schleier (Indusien) sind fransig zerschlitzt.
Die Sporenreife ist im Juli und August.
Die Chromosomenzahl beträgt 2n = 78, seltener 82.

## Vorkommen
Sein zirkumpolares Verbreitungsgebiet liegt in Nordeuropa, in Europa kommt er zerstreut von den Alpen und Mittelgebirgen bis zu den Karpaten und dem Kaukasus vor. Außerdem gedeiht er in Sibirien, Zentralasien, Nordamerika und Grönland.
Der Rostrote Wimperfarn gedeiht in Mitteleuropa in Felsspalten an trockenen, exponierten oder leicht beschatteten, kalkarmen, aber basenreichen Silikat-Felsen und Steinschutthalden. Er ist eine Charakterart des Woodsio-Asplenietum aus dem Verband Androsacion vandellii, kommt aber auch in Gesellschaften der Verbände Androsacion alpinae oder Galeopsion vor. Die Art ist in Deutschland gesetzlich geschützt.
Die ökologischen Zeigerwerte nach Landolt & al. 2010 sind in der Schweiz: Feuchtezahl F = 3w (mäßig feucht aber mäßig wechselnd), Lichtzahl L = 4 (hell), Reaktionszahl R = 2 (sauer), Temperaturzahl T = 2+ (unter-subalpin und ober-montan), Nährstoffzahl N = 2 (nährstoffarm), Kontinentalitätszahl K = 3 (subozeanisch bis subkontinental).

## Taxonomie
Die Erstveröffentlichung erfolgte 1753 unter dem Namen (Basionym) Acrostichum ilvense durch Carl von Linné in Species Plantarum, Tomus 2, S. 1071. Die Neukombination zu  Woodsia ilvensis (L.) R.Br. wurde 1810 durch Robert Brown in Prodromus Florae Novae Hollandiae, S. 158 veröffentlicht. Der Gattungsname Woodsia ehrt den englischen Architekten und Botaniker Joseph Woods (1776–1864). Das Artepitheton ilvensis leitet sich von lateinisch Ilva für Elba her; die Verwendung beruht auf einer Verwechslung, da diese Farnart auf Elba nicht vorkommt.
Weitere Synonyme für Woodsia ilvensis (L.) R.Br. sind: Aspidium rufidulum (Michx.) Sw., Athyrium rufidulum (Michx.) A.A.Eaton, Nephrodium rufidulum Michx., Notholaena rufidula (Michx.) Desv., Notholaena setigera Desv., Polypodium ilvense (L.) Vill., Woodsia frigida Gand., Woodsia hyperborea var. rufidula (Michx.) W.D.J.Koch, Woodsia ilvensis var. rufidula (Michx.) Asch. & P.Graebn., Woodsia raiana Newman, Woodsia subcordata Turcz., Woodsia uralensis Gand.,  Woodsia rufidula (Michx.) L.C.Beck.